# Duomyia convallis
Duomyia convallis är en tvåvingeart som beskrevs av Mcalpine 1973. Duomyia convallis ingår i släktet Duomyia och familjen bredmunsflugor. Inga underarter finns listade i Catalogue of Life.